# Oregon (musikgrupp)
Oregon är en jazz och världsmusik-musikgrupp med ursprungsmedlemmarna Ralph Towner (gitarr, piano, synthesizer, trumpet), Paul McCandless (blåsinstrument) och Paolino Dalla Porta kontrabas, som ersatte Glen Moore år 2015.
Towner, McCandless, Moore och Collin Walcott (percussion, sitar, tabla) möttes som medlemmar i världsmusikpionjären Paul Winters "Consort" ensemble i slutet av 1960-talet. Deras bidragande till gruppen blev deras nyskapande ton i bandets "sound", i kompositioner som Towners "Icarus".
1970 slog sig de fyra musikerna loss från Winter för att skapa sin egen grupp, Oregon (Towner och Moore möttes redan då de var studenter vid University of Oregon). De spelade in sitt första album 1970, men skivbolaget, Increase Records, lades ner innan skivan hann ges ut. (Den gavs ut av Vanguard år 1980 som Our First Record.) Gruppens första album blev istället Music of Another Present Era och släpptes 1972. Med det albumet och dess uppföljare Distant Hills och Winter Light (alla på Vanguard) etablerade Oregon sig som en av de ledande improvisationella gruppen under sin tid; blandade klassisk indisk och västerländsk musik med element inom jazz, folk, space music och avant-garde. Gruppen gav ett antal album på Vanguard genom hela 1970-talet och gjorde sedan tre album för Elektra. Efter ett antal år av uppehåll, då de alla höll på med soloprojekt, återuppstod gruppen 1983 för att spela in det självtitlade albumet Oregon för ECM.
Under deras 1984 års konsertturné avled Walcott i en bilolycka i Östtyskland. Oregon splittrades tillfälligt med återförenades 1987 för att spela in skivan Ecotopia (deras sista skiva för ECM) med den nya percussionisten Trilok Gurtu. Gurtu spelade in ytterligare två album men lämnade gruppen 1993. Oregon spelade in två album som en trio efter Gurtus lämnande av gruppen. Med deras nya medlem Mark Walker på trummor antog Oregon en mer traditionell jazz med början på deras album Northwest Passage från 1996. 2000 reste gruppen till Moskva för att spela in skivan Oregon in Moscow med Moscow Tchaikovsky Orchestra. Skivan fick fyra Grammy-nomineringar.

## Bildgalleri

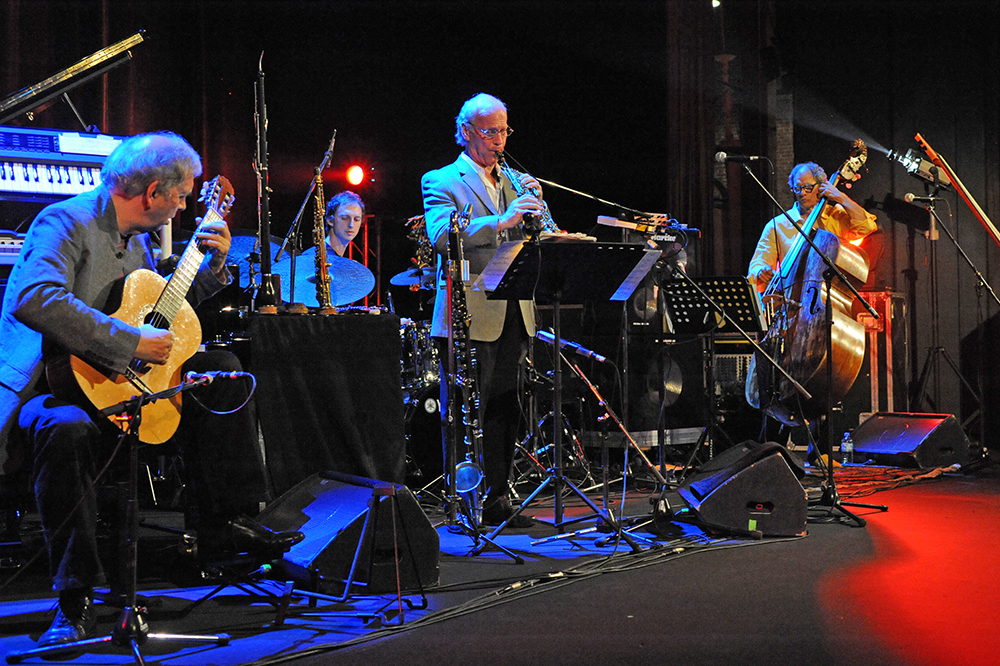
Oregon på scen i Warszawa, Polen under Jazz Jamboree 2010 festivalen.
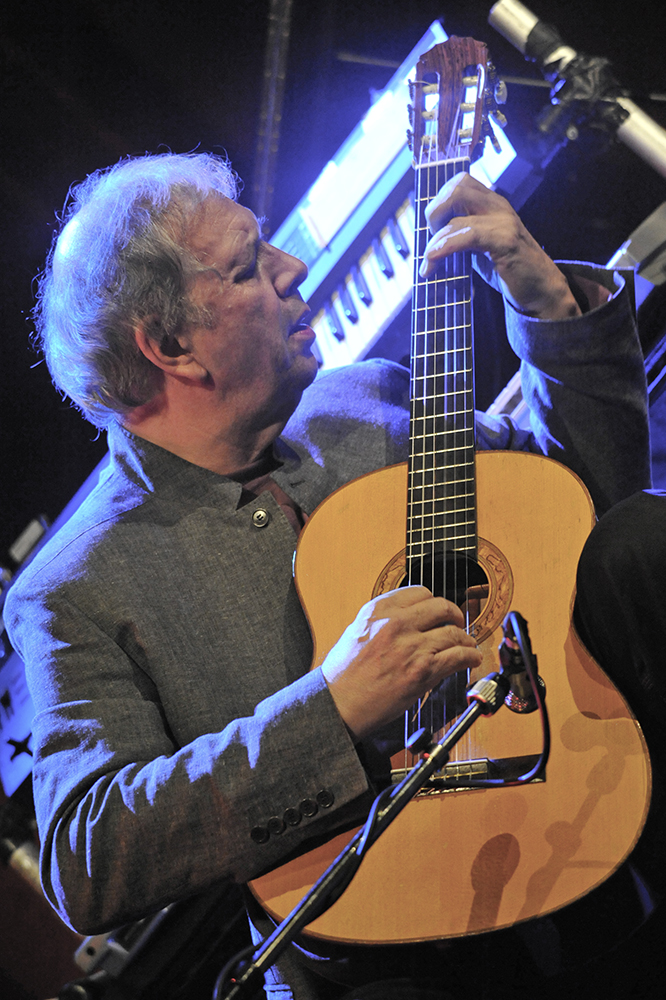
Ralph Towner - november 2010.
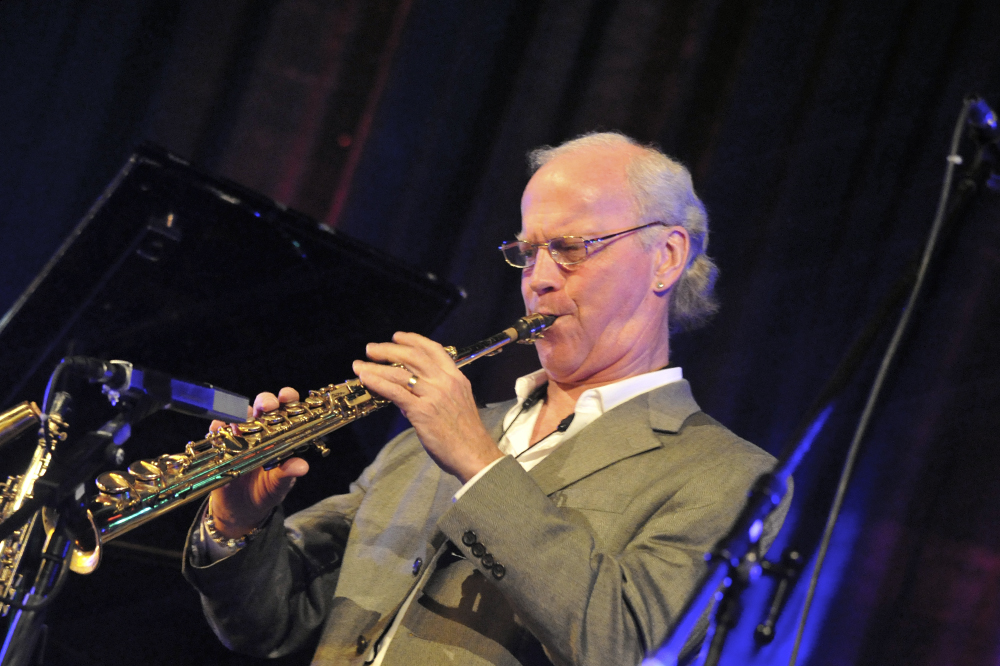
Paul McCandless - november 2010.
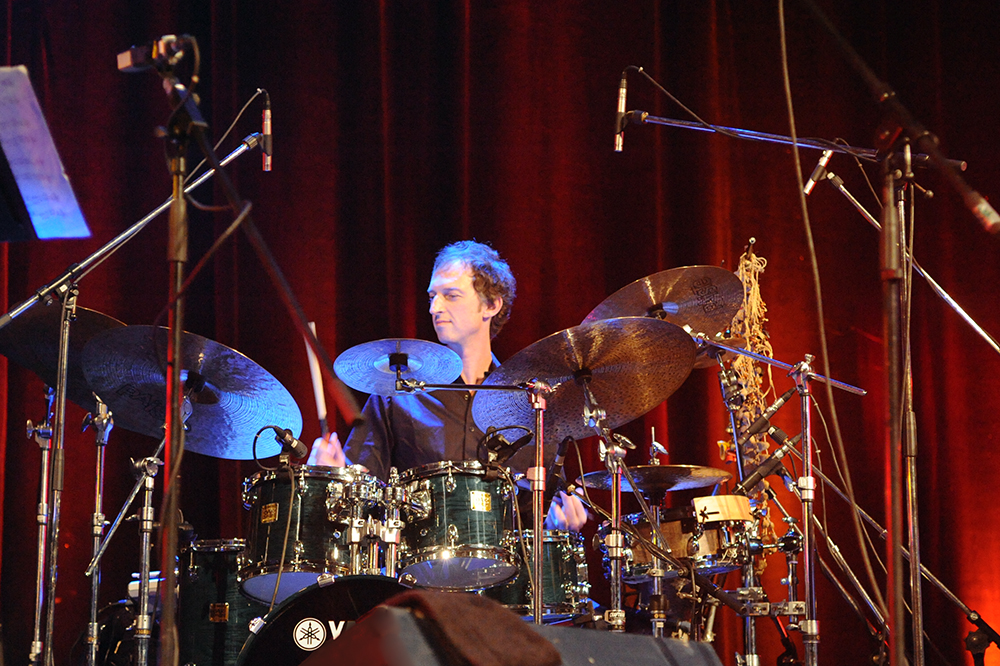
Mark Walker - november 2010.
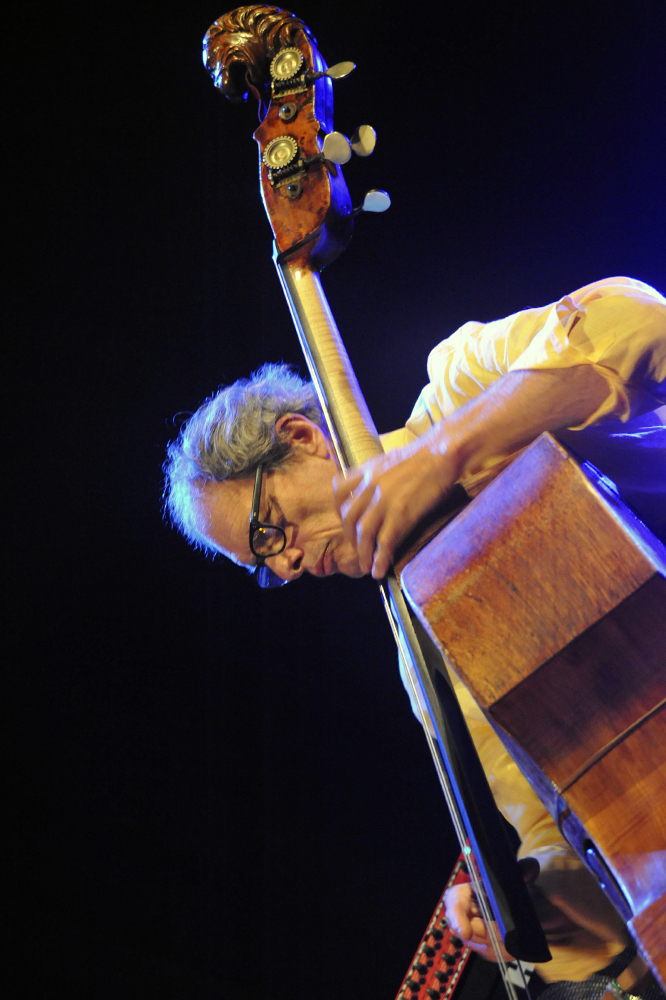
Glen Moore - november 2010.
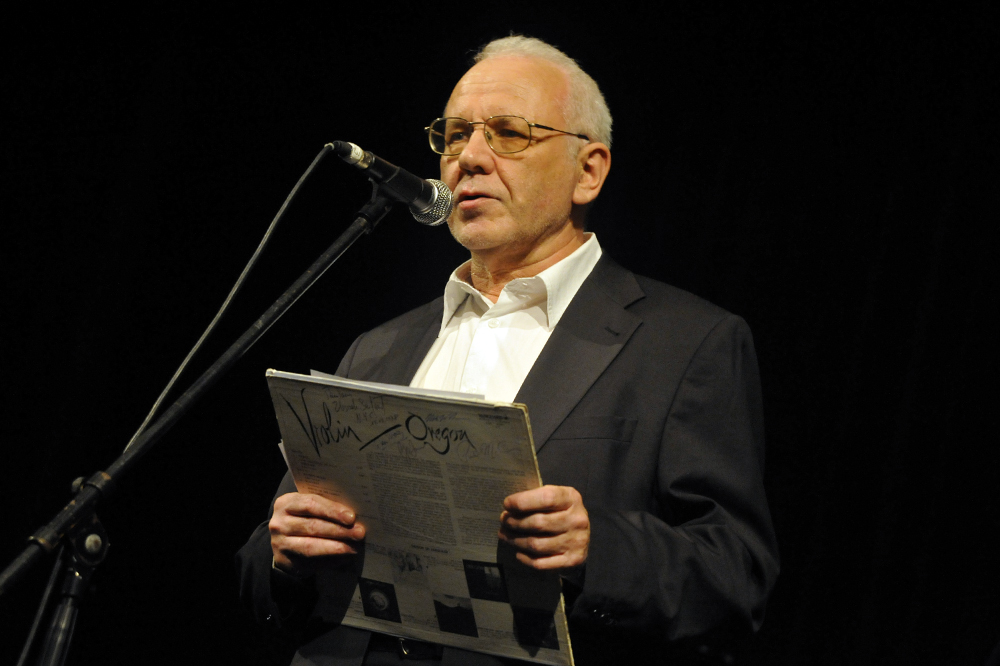
Konferencier Paweł Brodowski, chefsredaktör av tidskriften Jazz Forum, håller i händer Oregons vinyl skiva Violin från 1978.

## Album
- 1972 - Music of Another Present Era
- 1973 - Distant Hills
- 1974 - Winter Light
- 1975 - In Concert
- 1976 - Together — med trummisen Elvin Jones
- 1977 - Friends
- 1978 - Violin — med violinisten Zbigniew Seifert
- 1978 - Out of the Woods
- 1979 - Moon and Mind
- 1978 - Roots in the Sky
- 1980 - Our First Record (inspelad 1970, utgiven 1980)
- 1980 - In Performance
- 1981 - The Essential Oregon
- 1983 - Oregon
- 1985 - Crossing
- 1987 - Ecotopia
- 1989 - 45th Parallel
- 1991 - Always, Never and Forever
- 1993 - Troika
- 1995 - Beyond Words
- 1997 - Northwest Passage
- 1998 - Music for A Midsummer Night's Dream
- 2000 - Oregon in Moscow — med Moscow Tchaikovsky Symphony Orchestra
- 2002 - Live at Yoshi's
- 2005 - Prime
- 2007 - 1000 Kilometers